# Портрет Томмазо Мости
Портрет Томмазо Мости или Портрет Винченцо Мости — картина Тициана, датируемая приблизительно 1520-м годом и хранящаяся в Палатинской галерее во Флоренции, Италия.

## История
Работа упоминается в инвентаризации галереи в 1687 году как «копия Тициана, возможно подлинник». В 1815 году картину отнесли к Венецианской школе живописи, а в 1829 году её приписывали кисти неизвестного художника. Позднее после реставрации её первоначального облика было установлено, что автором портрета является Тициан.
На картине изображён, как традиционно принято считать, Томмазо Мости, член семьи, связанной с Домом Эсте, правившем в Ферраре. На это указывает надпись с обратной стороны полотна: «ди Томмазо Мости 25 лет отроду 1526. Художник Тициан де Кадоре» («Di Thomaso Mosti in età di anni XXV l’anno MDXXVI. Thitiano de Cadore pittore»). Однако, в реальности Томмазо Мости делал церковную карьеру, а следовательно его одежда на портрете никак не может соответствовать его статусу. Более вероятно, что на портрете изображён старший брат Винченцо, умерший в 1536 году, или Агостино. В дате (1526 год) также наиболее вероятной видится ошибка в передаче «0» как «6».